# Mluvnický pád
Pád je morfologická kategorie jejich proměn, často koncovkou, kterou flexivní jazyky obvykle vyjadřují vztah jmen (nomin, tj. podstatných a přídavných jmen, zájmen a číslovek) ke slovesu či jiným větným členům.
Na příklad čeština rozlišuje 7 pádů. V jiných jazycích některé z nich chybí nebo se naopak vyskytuje řada pádů, které nezná čeština. Tradičně uváděné české pořadí pádů se většinou liší od jejich pořadí v mluvnicích jiných jazyků, proto se pro porovnávání jazyků mnohem více než české číslování (1. pád, …, 7. pád) hodí slovní názvy pádů odvozené zpravidla z latiny. Také funkce pádu ve větě s konkrétním jménem, byť podobná, nemusí být v různých jazycích úplně shodná.
Podle valence se rozlišuje prostý pád (bez předložky) a předložkový pád na základě toho, zda jméno použito v daném pádu s předložkou nebo bez ní. Jde tedy o konkrétní použití pádu, nikoli o dělení pádů do kategorií - většina českých pádů může fungovat jako prostá i předložková, pouze nominativ a vokativ jsou výhradně prosté a pouze lokál je výhradně předložkový.

## Seznam českých pádů
1. nominativ (kdo, co?)
2. genitiv (bez) (koho, čeho?)
3. dativ (ke) (komu, čemu?)
4. akuzativ (vidím) (koho, co?)
5. vokativ (oslovujeme, voláme)
6. lokál neboli lokativ (na kom, o kom, na čem, o čem?)
7. instrumentál (s) (kým, čím?)

## Vznik pádů
Historická a komparativní jazykověda se kromě jiného snaží objasnit vznik pádů v moderních jazycích. 
Zejména aglutinační jazyky a jazyky ergativní obsahují často konstrukce, které lze považovat za předchůdce pádů (angl. proto-cases). Přitom je ve fázi vzniku pádů nutno rozlišovat pády 
- strukturní (zpravidla fungují jako aktant slovesa) a
- sémantické (angl. také oblique cases).

Například prauralština, jejíž existence ovšem není zcela prokázána, by měla dva nebo tři strukturní pády (nominativ, genitiv, někteří jazykovědci uvádí ještě akusativ) a tři pády sémantické, konkrétně lokativní (lativ, lokativ a adesiv). Z těchto pádů se v moderních ugrofinských a aleutských jazycích vyvinul jejich současný pádový systém. Polysyntetická inuitština má v současné době tři strukturní pády (ergativ, absolutiv a objektiv) a pět sémantických (z toho čtyři lokativní). 
Vývoj pádového systému praindoevropštiny je nejasný, prvotní fáze jistě vedla k vzniku opozice nominativu a akuzativu, další pády pak zřejmě vznikaly začleněním adverbiálních forem a frází do paradigmatu (pozůstatky této tendence jsou znatelné ještě např. v paradigmatu tzv. o-kmenů, kde ablativní sufix *-h2ed (č. genitivní a sekundárně akuzativní -a) je etymologicky shodný s partikulí o významu "od". Podobné jevy lze sledovat také např. v ide. tocharštině či jazycích baltských a sabelských. Ve vývoji jazyka dochází postupně k reanalýze některých pádů (rozšiřování či přenesení významu) a u některých ke gramatikalizaci. Například v ajmarštině se z illativu vyvinul dativ, z lokativu genitiv, z instrumentálu způsob vyjádření konatele v trpném rodě apod. 
Obecně platí, že objektivní vazba je starší než subjektivní. Z genitivu se často vyvinul ergativ, který zpravidla vychází z posesivního vyjádření (např. v některých indiánských jazycích se používá k vyjádření konatele u příčestí i v nepříznakových konstrukcích).